# جورج تسيريتيلي

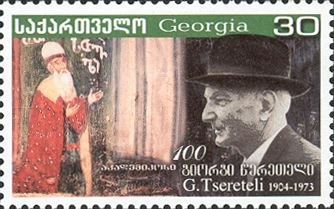
طابع من جورجيا عليه صورة جورج تسيريتيلي.

جورج تسيريتيلي (بالجورجية: გიორგი წერეთელი) (8 أكتوبر 1904 - 9 سبتمبر 1973) هو عالم ومحسنٌ من جورجيا، يشتهر بتأسيسه المدرسة الجورجية العلمية للدراسات المشرقية، كما أنه أسَّس كلية الدراسات المشرقية في جامعة تبليسي الحكومية ومعهد الدراسات المشرقية التابع لأكاديمية العلوم الجورجية (والذي كان مديره الأول). وكان جورج كذلك باحثاً أكاديمياً وعالماً مرموقاً وأستاذاً حاصلاً على درجة الدكتوراة في فقه اللغة.
كان أحد المجالات الرئيسية للبحث العلمي والدراسة التي انكبَّ عليها جورج تسيريتيلي هي اللهجات العربية في وسط آسيا (وهي مجموعة من اللهجات العربية التي انعزلت لمدة طويلة في إيران وأفغانستان وأوزبكستان، فامتزجت بلغات عِدّة)، كما اهتمَّ بدراسات كثيرة منها: اللسانيات العربية والثقافة العربية وبالدراسات العبرية والآرامية وتاريخ لغات الشرق الأدنى -عامَّة- وتاريخ أنظمة الكتابة وتاريخ نظم الكتابة الجورجية وتاريخ جورجيا والقوقاز وغير ذلك.
توفي جورج في تبليسي (عاصمة جورجيا) في عام 1973، ودُفِنَ في حدائق جامعة تبليسي الحكومية.